# Teofil Hajdo
Teofil Hajdo (ur. 23 marca 1879 w Tarnowie, zm. 26 stycznia 1955) – prezydent Włocławka w 1945 r.
Zaangażowany w budowę nowej siedziby Gimnazjum im. Marii Konopnickiej oraz miejskie inwestycje w kanalizację, wodociągi i przebudowę dróg. Od 1934 r. pełnił funkcję wiceprezydenta.
Niezwłocznie po wyzwoleniu Włocławka spod okupacji hitlerowskiej, mianowany tymczasowym prezydentem miasta (z ramienia Stronnictwa Demokratycznego). 